# Raḩmatābād-e Kūchak
Raḩmatābād-e Kūchak (persiska: رَحمَت آباد, رحمت آباد کوچک, Raḩmatābād) är en ort i Iran.   Den ligger i provinsen Qazvin, i den nordvästra delen av landet, 140 km väster om huvudstaden Teheran. Raḩmatābād-e Kūchak ligger 1 211 meter över havet och antalet invånare är 118.
Terrängen runt Raḩmatābād-e Kūchak är platt. Runt Raḩmatābād-e Kūchak är det ganska tätbefolkat, med 108 invånare per kvadratkilometer. Närmaste större samhälle är Alvand, 16,6 km nordost om Raḩmatābād-e Kūchak. Trakten runt Raḩmatābād-e Kūchak består till största delen av jordbruksmark.